# 陳雲

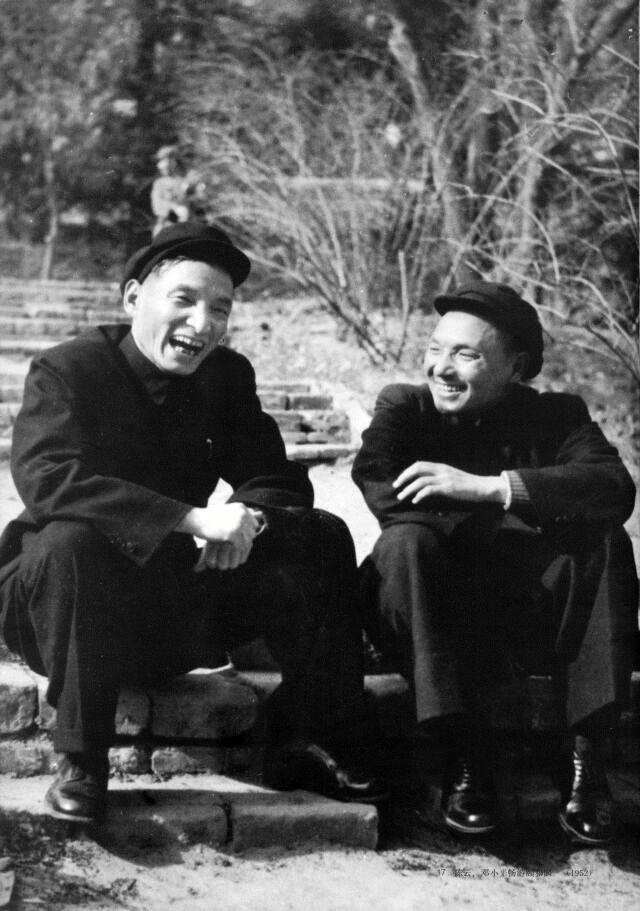
鄧小平（右）と談笑する陳雲（1952年）

陳 雲（ちん うん、チェン・ユン、1905年6月13日 - 1995年4月10日）は、中華人民共和国の政治家で、中共八大元老の一人。1980年代と1990年代には、陳雲は中共党内で鄧小平に次ぐ第2の実権者であった。

## 生涯
貧農の家庭に育ち、小学校卒業後、上海商務印書館で植字工見習いとなる。五・三〇事件が勃発した1925年、中国共産党に入党。長征および遵義会議に参加するなど、長い党歴を持つ。1930年、第6期党中央委員会第3回全体会議（第6期3中全会）において中央委員候補に選出。1931年1月、第6期4中全会で党中央委員に選出され、第12期まで務めた。1934年、第6期5中全会で中央政治局委員。第二次世界大戦終結時に旧満州に移り、中央北満分局書記、中央東北局副書記、東北民主連軍副政治委員を務めた。
中華人民共和国成立後は政務院副総理兼財政経済委員会主任に任じられ、財政経済政策の最高責任者となる。陳雲の経済政策は、市場調節・財政収支・需給バランスを重視するもので、悪性ハイパーインフレを抑え、物資欠乏の解消をめざした。1953年より発動された第1次5ヵ年計画の制定に携わる。
1954年、政務院が国務院に改組されると、国務院常務副総理（第一副首相）に就任。その後、商業部長、国家基本建設委員会主任を兼務。1956年の第8期1中全会で中央委員会副主席、中央政治局常務委員に選出される。毛沢東が打ち出した大躍進政策が破綻すると、鄧小平とともにその是正に奔走する。しかし、陳雲の政策は毛沢東の考えに反するものだった。
文化大革命が発動された1966年、第8期11中全会において副主席を解任される。同会議で政治局常務委員の地位を確保することはできたが、序列は11人中最下位であった。1969年には中央委員に格下げされ、副総理の職務も有名無実となる。同年、鄧小平ともども江西省南昌の工場に下放された。1975年、全国人民代表大会常務委員会副委員長に選出されたが、実権から遠ざけられていた。
1978年、鄧小平が3度目の復活を果たすと、第11期3中全会で党副主席、政治局常務委員、中央規律検査委員会第一書記として復権。翌1979年には国務院副総理に任命される。
1981年、第11期6中全会で「計画経済を主とし、市場調節を補助とするべきである」と主張。翌1982年には、計画経済を籠、市場を鳥に例え、「市場は計画の枠内に閉じ込める」とした鳥篭理論を打ち出す。1985年にも計画経済と市場調節を再度主張した。陳は保守派重鎮として、改革開放論者の鄧小平と対峙するようになる。
1987年、鄧小平と共に政治局常務委員を退き、党中央顧問委員会主任となるが、当時ハイパーインフレが加速していたため、改革派から保守派に経済政策の主導権が移る。とくに鄧小平が後継者と定めた胡耀邦と趙紫陽が相次いで失脚したのは改革開放の行き過ぎが原因とされ、鄧小平が保守派に配慮することによって、陳雲の存在感が増していった。
しかし、第2次天安門事件、東西ドイツ統一、ソビエト連邦の崩壊などで共産党政権の正当性に危機感を覚え、保守化に傾斜していた江沢民政権に対して不満を募らせていた鄧小平が、1992年の旧正月に行った南巡講話の中で陳雲ら保守派を批判。この講話が全党へ伝達されると一気に形勢は逆転し、改革開放路線が再活性化すると、陳雲は「過去に有効だった方法は既に適用できなくなった」と自身の誤りを認めるにいたった。1992年10月、第14回党大会における党規約改正で中央顧問委員会が廃止され、陳雲は引退した。
1995年4月10日、死去。享年89。生涯経済特区には足を運ばなかったという。

## 家族
- 長男：陳元 - 中国人民銀行前副総裁、国家開発銀行前董事長、中国人民政治協商会議全国委員会前副主席[2]